# روبرتو سيزار (لاعب كرة قدم)
روبرتو سيزار (بالبرتغالية: Roberto César‏) (14 فبراير 1955 بالبرازيل - ) هو لاعب كرة قدم برازيلي في مركز الهجوم. لعب مع جمعية بورتوغيزا الرياضية وغريميو بورتو أليغرينزي ونادي كروزيرو ونادي أوبيراريو.

## وصلات خارجية
- روبرتو سيزار (لاعب كرة قدم) على موقع قاعدة بيانات كرة القدم.إي يو (الإنجليزية)